# Wolfgottesacker
O Wolfgottesacker é um cemitério em Basileia, Suíça.
O Wolfgottesacker é, além do cemitério de St. Alban apenas parcialmente preservado e dos claustros da Catedral de Basileia, o cemitério mais antigo em grande parte preservado na cidade, o único ainda em uso atualmente e um dos exemplos mais importantes de cemitérios paisagísticos mais antigos.

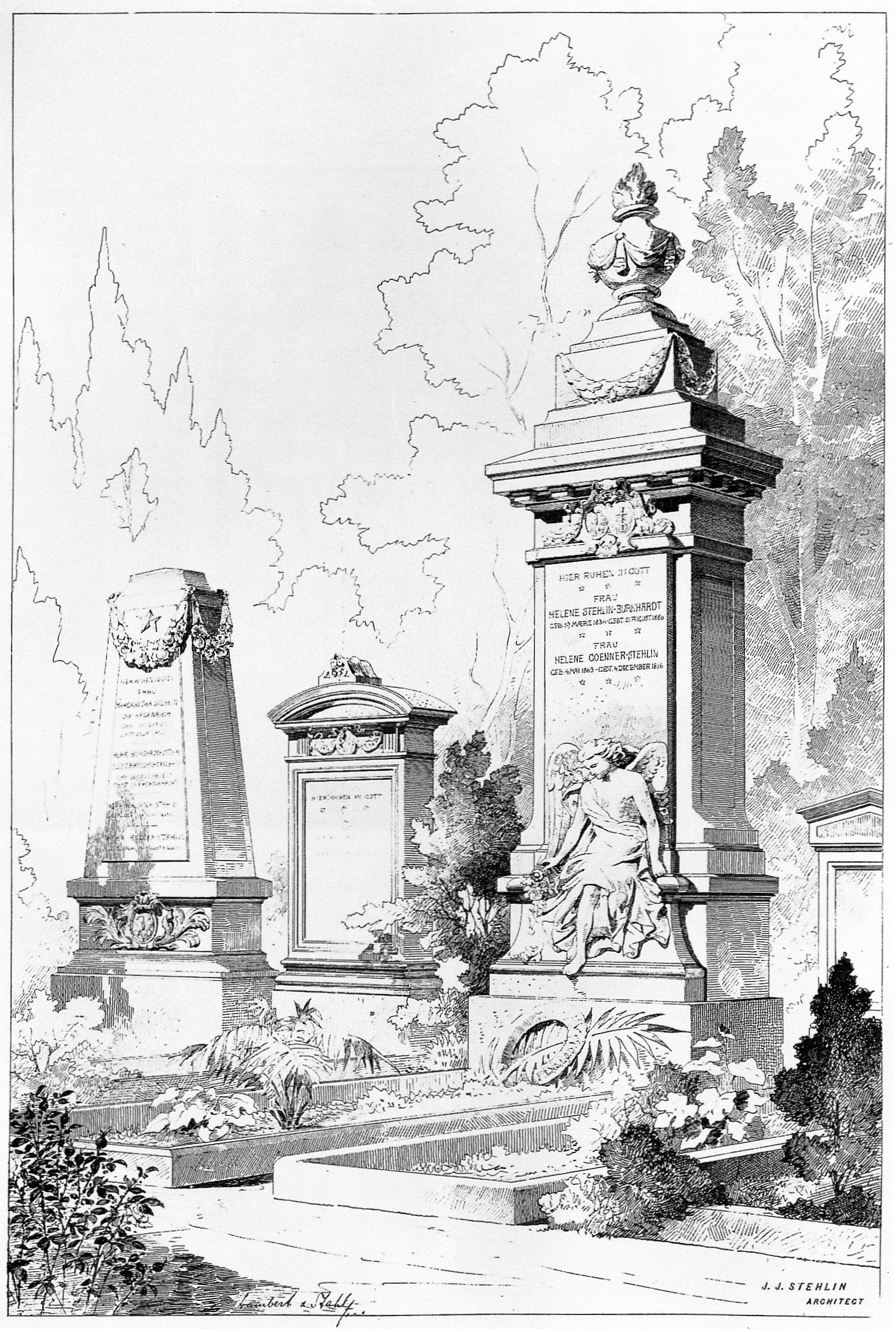
Grabmal der Familie Stehlin. Lithografie von Johann Jakob Stehlin d. J., 1893

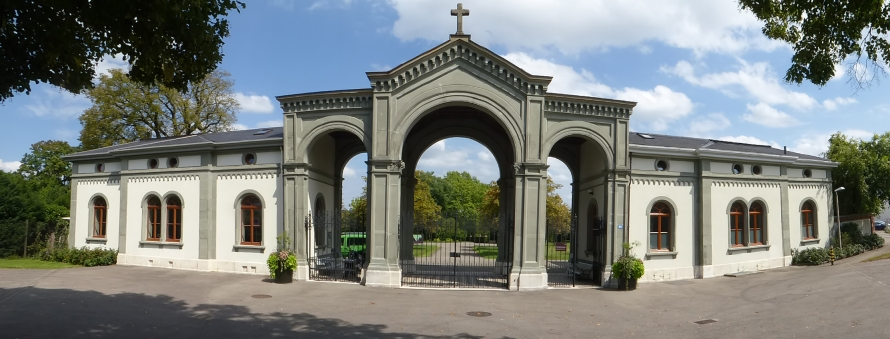
Eingang zum Friedhof Wolfgottesacker

## Sepultamentos

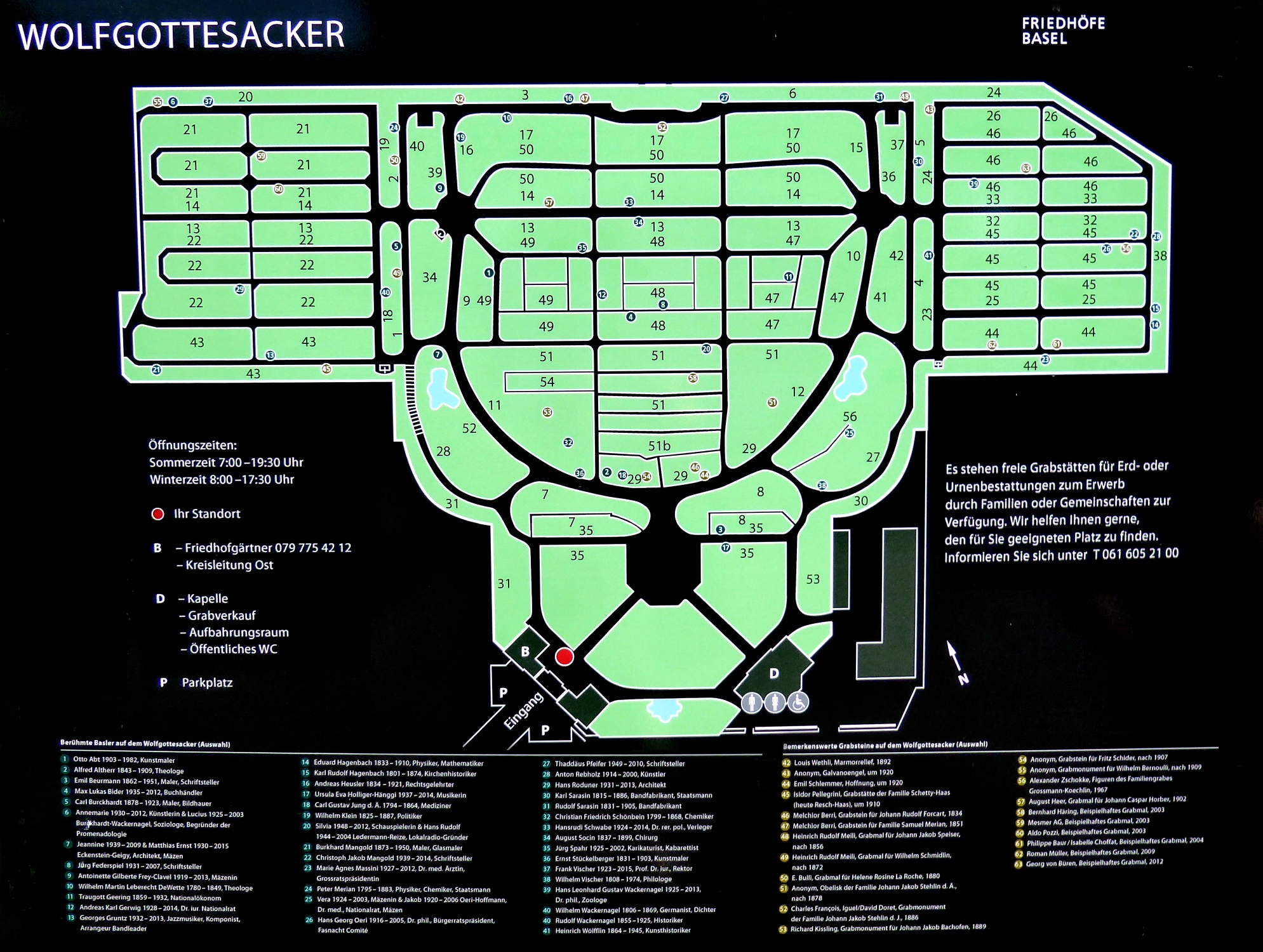
Informationstafel der Grabstätten bedeutender Persönlichkeiten

- Otto Abt (1903–1982), pintor de arte
- Alfred Altherr (1843–1918), escritor
- John Nevins Andrews (1829–1883), teólogo da bíblia
- Johann Jakob Bachofen (1815–1887), arqueólogo
- Hans Balmer (1903–1996), pianista, organista
- Johann Jakob Balmer (1825–1898), matemático, físico
- Albert Barth (1874–1927), teólogo
- Hermann Baur (1894–1980), arquiteto
- Eugen Bernoulli (1882–1983) médico, farmacologista
- Alfred Bertholet (1868–1951), teólogo reformador
- Emil Beurmann (1862–1951), pintor, escritor
- Robert Bindschedler (1844–1901), químico e industrial
- Eugen Blocher (1882–1964), jurista e político (SP)
- Carl Bohny (1856–1928), médico, presidente da Schweizerischen Roten Kreuzes (SRK)
- Gustav Adolf Bohny (1898–1977), jurista, presidente da Schweizerischen Roten Kreuzes
- Heinrich Boos (1851–1917), historiador
- Stephan Born (1824–1898), político
- Gustav von Bunge (1844–1920), médico
- Abel Burckhardt (1805–1882), padre e compositor
- Annemarie Burckhardt (1930–2012), artista
- Carl Burckhardt (1795–1850) jurista, político e prefeito
- Carl Burckhardt (1878–1923), pintor e escultor
- Hans Lukas Burckhardt (1924–2018), político
- Jenny Burckhardt (1849–1935), pintora
- Lucius Burckhardt (1925–2003), sociólogo
- August Burckhardt-Brandenberg (1896–1987), filólogo e Archivar
- Karl Burckhardt-Iselin (1830–1893), político
- Fritz Buri (1907–1995), padre reformador e professor de teologia
- Albert Buss-Wenger (1862–1912), empresário
- Pierre Chappuis (1855–1916), físico
- Dorothea Christ (1921–2009), historiadora da arte
- Robert Balthasar Christ (1904–1982), jornalista
- Hanny Christen (1899–1976), colecionadora de material sobre Volksmusik
- Gilbert Clavel (1883–1927), historiador da arte
- René Clavel (1886–1969), químico
- Adam David (1872–1959), zoólogo, pesquisador da África
- Bernhard Duhm (1847–1928), teólogo
- Georg Ferdinand Dümmler (1859–1896), filólogo, arqueólogo
- Alice Eckenstein (1890–1984), enfermeira (Schweizerisches Rotes Kreuz) na Primeira Guerra Mundial
- Walther Eichrodt (1890–1978), teólogo protestante
- Otto Erzer (1860–1941), engenheiro, empresário
- Jürg Federspiel (1931–2007), escritor
- Bernhard Fehr (1876–1938), anglicista, professor
- Friedrich Fichter (1869–1952), químico
- Eduard Fueter senior (1876–1928), historiador
- Traugott Geering (1859–1932), historiador da economia
- Johann Heinrich Gelzer (1813–1889), professor de história
- Thomas Gelzer (1926–2010), filólogo antigo
- Andreas Gerwig (1928–2014), advogado, político
- Max Gerwig (1889–1965), professor universitário
- Christoph Friedrich Goppelsroeder (1837–1919), químico, físico e mineralogista
- Ludwig Heinrich Grote (1825–1887), teólogo
- Heinrich Eduard Gruner (1873–1947), engenheiro civil
- George Gruntz (1932–2013), pianista de jazz, compositor
- Hans Rudolf Guggisberg (1930–1996), historiador
- Karl Friedrich Hagenbach (1771–1849), médico, botânico, anatomista
- Karl Rudolf Hagenbach (1801–1874), historiador da igreja
- Eduard Hagenbach-Bischoff (1833–1910), físico, matemático
- Andreas Heusler (1834–1921), jurista, historiador do direito e político
- Eduard Hoffmann-Krayer (1864–1936), filólogo, germanista
- Fritz Hoffmann-La Roche (von der Mühll) (1868–1920), químico
- Ursula Holliger-Hänggi (1937–2014), harpista
- Gerhard Hotz (1880–1926), cirurgião
- Johannes Hürzeler (1908–1995), paleontólogo
- Isaak Iselin-Sarasin (1851–1930), jurista
- Karl Gustav Jung (1795–1864), médico
- Gustav Kelterborn (1841–1908), arquiteto
- Julius Kelterborn (1857–1915), arquiteto
- Ludwig Adam Kelterborn (1811–1878), pintor
- Wilhelm Klein (1825–1887), político
- Friedrich Wilhelm Klingelfuss (1859–1932), físico
- Alfred Kober (1885–1963), Buchverleger, Journalist, Pazifist
- Hans Lacher (1912–2003), jurista, Diplomat
- Rudolf Laur-Belart (1898–1972), arqueólogo, professor da Uni Basel
- Rudolf Linder (1849–1928), arquiteto e construtor
- Rudolf Luginbühl (1854–1912), professor de história da Universität Basel, Autor Schweizer Lehrbücher
- Alfons Lutz (1903–1985), farmacêutico
- Wilhelm Lutz (1888–1958), professor de dermatologia
- Rudolf Maeglin (1892–1971), médico
- Hans Mähly (1888–1977), arquiteto
- Burkhard Mangold (1873–1950), pintor
- Christoph Mangold (1939–2014), escritor
- Carl Markees (1865–1926), violinista, compositor
- Ernst Markees (1863–1939), pianista, compositor
- Johann Rudolf Merian (1797–1871), professor de matemática, político
- Peter Merian (1795–1883), físico, químico, pioneiro da geologia
- Ernst Miescher (1905–1990), físico
- Friedrich Miescher-His (1811–1887), professor de anatomia
- Friedrich von der Mühll (1883–1942), historiador antigo
- Hans von der Mühll (1887–1953), arquiteto
- Karl von der Mühll (1841–1912), matemático e físico
- Peter von der Mühll (1885–1970), filólogo clássico
- Jochen Neuhaus (1936–1995), ator, Regisseur und Übersetzer
- Kasimir Nienhaus (1838–1910), farmacêutico, professor da Universität Basel
- Jakob Oeri-Hoffmann (1920–2006), médico, empresário
- Hans Konrad von Orelli (1846–1912), teólogo reformador, professor de teologia
- Franz Camille Overbeck (1837–1905), historiador da igreja e professor de teologia evangélica
- Mathilde Paravicini (1875–1954), filantropa
- Rudolf Paravicini (1815–1888), empresário, político, oficial
- Georges Passavant (1862–1952), banqueiro
- Hans Franz Passavant (1751–1834), banqueiro
- Tadeus Pfeifer (1949–2010), escritor
- Bo Reicke (1914–1987), teólogo evangélico sueco
- Silvia Reize (1948–2012), atriz
- Christoph Riggenbach (1810–1863), arquiteto
- Rudolf Riggenbach (1882–1961), historiador da arte
- Carl Rothpletz (1814–1885), arquiteto
- Paul Roth (1896–1961), historiador
- Christian Rothenberger (1868–1939), político
- Jakob Arnold von Salis (1847–1923), teólogo evangélico reformador, poeta e historiador
- Karl Sarasin (1815–1886), empresário
- Philipp Sarasin (1888–1968) psiquiatra
- Alfred Sarasin-Iselin (1865–1953), banqueiro e político
- Karl Schell (1864–1936), compositor, organista e dirigente
- Fritz Schider (1846–1907), pintor
- Christian Friedrich Schönbein (1799–1868), químico, descobridor da trinitrocelulose
- Alwin Schwabe (1852–1923), editor
- August Simonius (1885–1957), jurista e juiz
- Theodor Simonius (1854–1931), empresário
- Albert Socin (1844–1899), orientalista
- August Socin (1837–1899), cirurgião
- Jürg Spahr (1925–2002), caricaturista
- Felix Speiser (1880–1949), professor, etnólogo, diretor do Völkerkundlichen Museums em Basileia
- Johann Jakob Speiser (1813–1856), banqueiro, político
- Wilhelm von Speyr (1852–1939), psiquiatra
- Bernd Spiessl (1921–2002) cirurgião
- Rudolf Staehelin (1875–1943), internista, diretor da Universitätsklinik Basel
- Rudolf Stähelin-Stockmeyer (1841–1900), professor de teologia, reitor da Universität Basel
- Fritz Stehlin (1861–1923), arquiteto
- Johann Jakob Stehlin der Ältere (1803–1879), prefeito, político
- Johann Jakob Stehlin der Jüngere (1826–1894), arquiteto
- Karl Rudolf Stehlin (1831–1881), político
- Hans Stocker (1896–1983), pintor
- Immanuel Stockmeyer (1814–1894), clérigo protestante e professor universitário
- Ernst Stückelberg (1831–1903), pintor de arte
- Georg Stutz (1897–1961), médico, psiquiatra
- Andreas von Tuhr (1864–1925), jurista, reitor
- Max Varin (1898–1931), escultor
- Henri Veillon (1865–1932), físico, professor universitário
- Adolf Lukas Vischer (1884–1974), médico
- Eberhard Vischer (1865–1946), professor de teologia
- Eduard Vischer (1903–1996), bibliotecário
- Frank Vischer (1923–2015), cientista do direito
- Wilhelm Vischer (o jovem) (1833–1886), professor, historiador
- Wilhelm Vischer (1890–1960), professor de botânica
- Wilhelm Vischer-Bilfinger (1808–1874), filólogo
- Fritz Voellmy (1863–1939), pintor
- Alfred Volkland (1841–1905), pianista e dirigente
- Jacob Wackernagel (1853–1938), indogermanista
- Jacob Wackernagel Jr. (1891–1967), historiador do direito
- Rudolf Wackernagel (1855–1925), historiador
- Wilhelm Wackernagel (1806–1869), germanista, poeta
- Wilhelm Martin Leberecht de Wette (1780–1849), teólogo
- Ludwig Wille (1834–1912), psiquiatra
- Anton Winterlin (1805–1894), pintor de arte
- Eduard Wölfflin (1831–1908), filólogo
- Heinrich Wölfflin (1864–1945), historiador da arte
- Alfred Wyss (1929–2016), historiador da arte

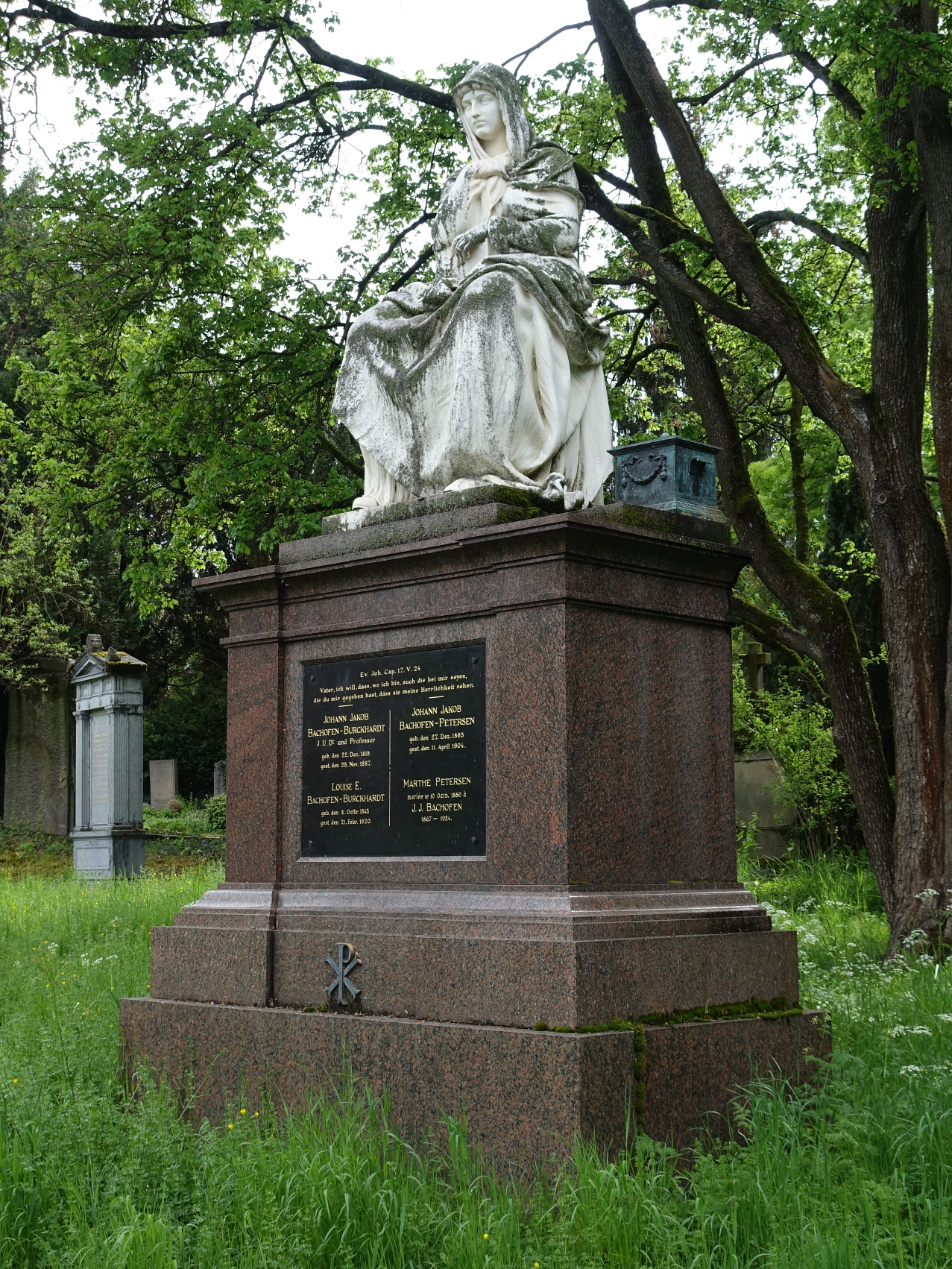
Grab-Denkmal von Richard Kissling für Johann Jakob Bachofen